# Oratorio del Rosario (Ploaghe)
L'oratorio del Rosario (Su Rosariu) è un edificio religioso situato a Ploaghe, centro abitato della Sardegna nord-occidentale; è ubicato nella piazza principale del paese, adiacente al cimitero monumentale.
L'oratorio, edificato nel 1651 dai domenicani dell'Ordine dei frati predicatori, è stato restaurato tra il 1983 e 1988. Custodisce al proprio interno opere lignee e pittoriche considerate di alto valore artistico.